# Idéophonogramme
Un idéophonogramme (combinaison d'idéogramme et de phonogramme, du grec ancien idea, idée, phonê, voix, et gramma, signe) est un caractère chinois qui représente simultanément les sons prononcés (phonogramme) et la signification (idéogramme). La plupart des caractères chinois sont des idéophonogrammes.

## Principe
Un idéophonogramme est composé à partir d'un son emprunté à un idéogramme, que l'on ne peut assimiler à une lettre comme dans les systèmes alphabétiques, et d'une clé qui donne un indice sur le sens du mot. On dénombre environ deux cents clés. Ainsi, l'idéophonogramme de mère (媽 mā) est composé du pictogramme de la femme 女 (signifié) et du pictogramme de cheval 馬 mǎ (son).

## Exemple typique
Le caractère chinois 語 yu (langue, langage) se compose, à droite, de l'emprunt phonétique 吾 wu (« moi »), et, à gauche, de la clé 言 yan (« parole »). La différence phonétique entre l'idéogramme emprunté (吾 wu) et l'idéophonogramme obtenu (語 yu) est due à l'évolution du chinois et de ses dialectes.